# Boeing 367-80
Boeing 367-80 (označován též jako Dash 80) je prototyp amerického čtyřmotorového letounu, vyrobený společností Boeing, aby demonstroval výhody proudového pohonu pro komerční letectví. Posloužil jako základ pro létající tanker KC-135 a především dopravní letoun Boeing 707.
Byl vyvíjen od roku 1951 firmou Boeing a poprvé vzlétl v roce 1954. Jeho cena 16 milionů dolarů (odpovídá dnešním 152 milionům dolarům) představovala pro společnost Boeing obrovské riziko, jelikož té době nebylo žádných zákazníků. Vznikl pouze jeden exemplář, který se dochoval a v současné době je vystaven v Udvar-Hazy Center ve Virginii.

## Vývoj

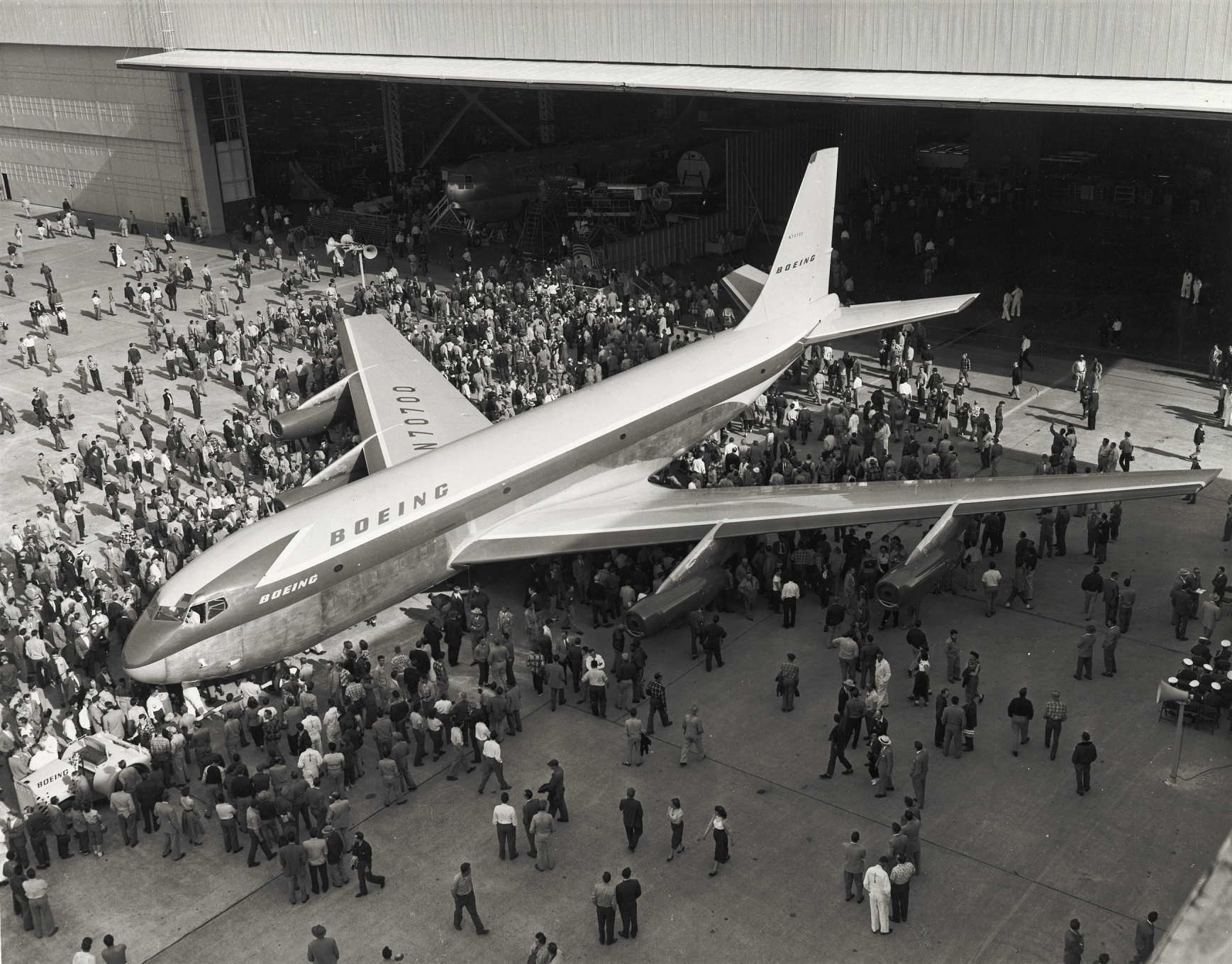
Boeing 367-80 v květnu 1954 opouští výrobní halu

Typ původně začal vznikat na základě studie modelu 367,:s.428 doplněného o šípová křídla a ocasní plochy a poháněného proudovými motory, ale v průběhu vývoje se z něj stal zcela nový typ, jemuž s původním pístovým strojem zůstala shodná jen horní část trupu. Konstrukce křídla o šípovitosti 35° byla ovlivněna proudovými bombardéry B-47 a B-52,:s.428 ale u modelu 367-80 bylo řešeno jako dolnoplošné, s výrazným vzepětím, a jeho konstrukce se vyznačovala vyšší tuhostí.:s.428 22. dubna 1952 bylo vedením společnosti rozhodnuto dokončit rozestavěný prototyp, označený jako model 367-80, na náklady Boeingu, které nakonec dosáhly ceny 16 miliónů dolarů, a to i bez zajištěných objednávek aerolinek.
.

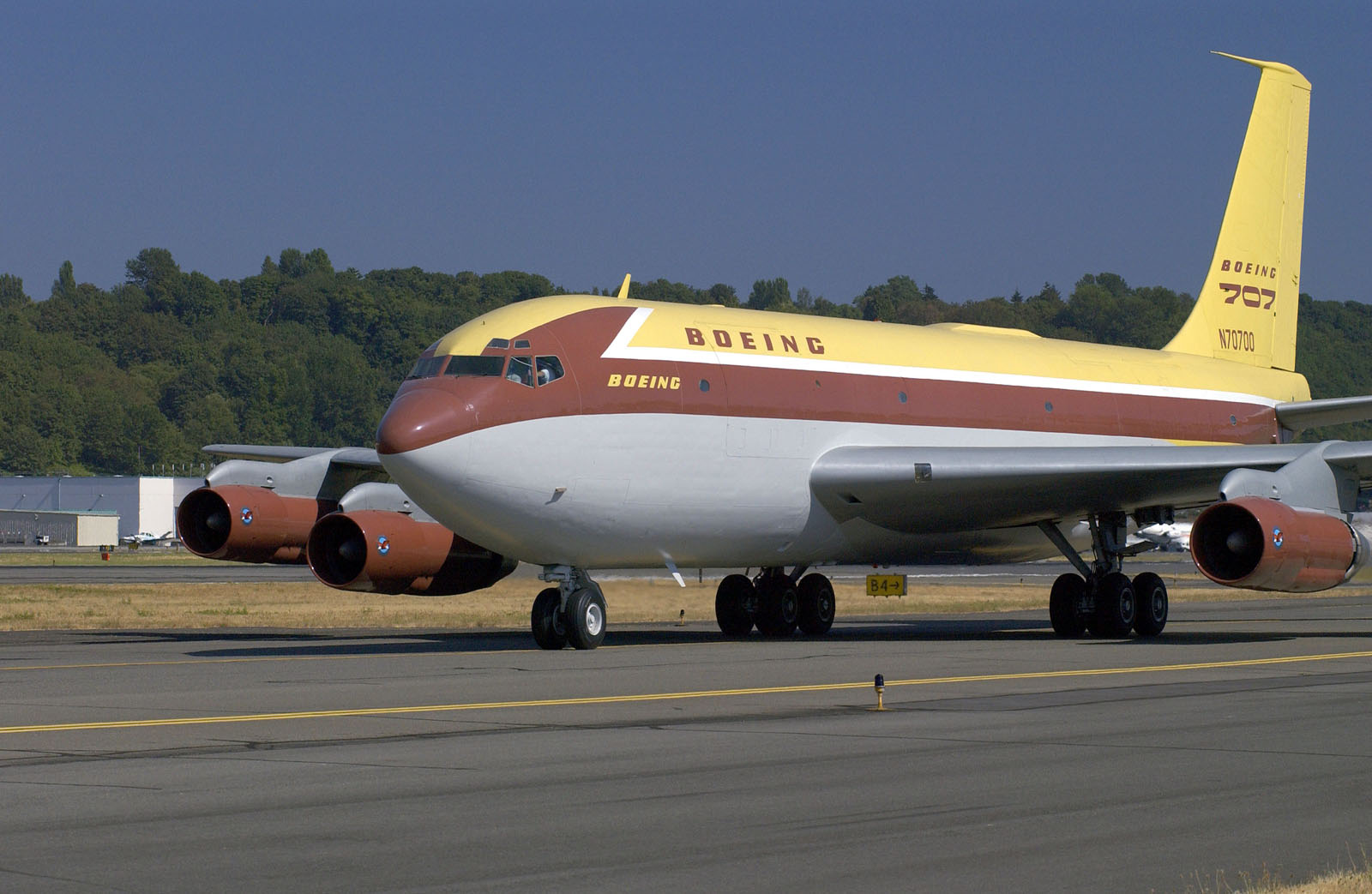
367-80 při pojížděcích zkouškách na letišti Boeing Field

Slavnostní roll-out proběhl 15. května 1954 v Rentonu. Týden po vytažení z hangáru zalétávací pilot Tex Johnston během pojížděcích testů vylomil levou podvozkovou nohu. Závada byla vyhodnocena jako únava a vada materiálu. Samotný první let se uskutečnil 15. července 1954 a proběhl bez závad. Tři týdny po zalétání selhaly během přistání 367-80 brzdy, nefungoval ani nouzový okruh. T. Johnston vyjel s prototypem z VPD s následným mírným poškozením stroje. Hydraulický systém byl poté celkově rekonstruován. Další problémy nastaly při zkouškách opakovaného přistání, během nichž byly měřeny teploty brzd. Při jednom opakovaném vzletu došlo v hladině 6600 m k silné explozi a otřesu stroje. Pilot doprovodného letounu North American F-86 Sabre zjistil vycházející kouř z podvozkové části. Některé pneumatiky kol se přehřály, explodovaly a začaly hořet. Vysunutím podvozku se podařilo oheň uhasit a Johnsonovi se podařilo přistát na zbytek nepoškozených kol.
„Dash Eighty“ (N70700) měl do té doby na dopravních strojích neuplatněnou mechanizaci křídla. Na náběžné hraně vnější části křídla byly Kruegerovy klapky, které se automaticky vysouvaly při vysunutí vztlakových klapek na více než 9°. Samotné vztlakové klapky byly dvouštěrbinové Fowlerova typu a dělily se na čtyři sekce. Nad nimi byly na horní straně křídla čtyři sekce spoilerů, které při diferenciální výchylce fungovaly spolu s křidélky, nebo při současné výchylce při vysunutých vztlakových klapkách fungovaly jako rušiče vztlaku. Vnější části křídla nesly křidélka pro nižší rychlost, která se automaticky blokovala v neutrální poloze při zasunutí vztlakových klapek. K dalším novinkám u velkých dopravních letounů patřily i stabilizátor vodorovné ocasní plochy, nastavitelný v rozmezí ± 8°, čtyřkolý vozík na hlavních nohách podvozku a posilovače směrovky. Čtveřice motorů Pratt & Whitney JT3C o tahu po 19,13 kN byla zavěšena na pylonech pod křídlem o šípu 35° v samostatných gondolách. Pohonné jednotky se tak dostaly daleko od křídla a jejich gondoly nevytvářely interferenci proudění. Také samotná hmotnost motorů byla rozložena rovnoměrně po rozpětí křídla a jako zdroje hluku byly poměrně daleko od kabiny. Další výhodou tohoto Boeingova umístění pohonných jednotek byla nízká vzdálenost od země s lepší přístupností během údržby.

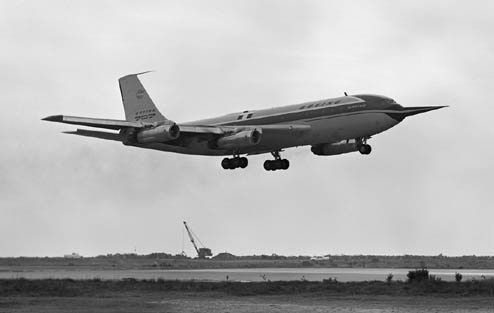
Boeing 367-80 při přistání v Oaklandu

6. srpna 1955 během předvádění stroje zástupcům leteckých společností shromážděným na seattleském setkání IATA provedl zkušební pilot Johnston s letounem dva výkruty, aby demonstroval ovladatelnost typu.
I když byl 367-80 někdy označován jako prototyp Boeingu 707, jednalo se spíše o technologický demonstrátor sloužící k ověření koncepce a konstrukčních postupů, a předvedení transportního proudového letounu zájemcům z řad aerolinek i představitelům vojenského letectva, na který posléze navázaly jak civilní dopravní Model 707, tak vojenský tankovací a transportní KC-135 Stratotanker a čistě transportní C-135 Stratolifter. Stroj 367-80 nebyl nikdy vybaven pro dopravu cestujících. Měl sice na levé straně trupu vyklápěcí vrata, která se později uplatnila u modelu 707-320C, která však sloužila především pro manipulaci s měřícími aparaturami. Podlaha kabiny nebyla ani uzpůsobena pro převoz nákladů a prostor kabiny nebyl přetlakován, podobně jako u vojenských KC-135. Běžně stroj nebyl vybaven ani radarem[zdroj⁠?!] a motory zpočátku neměly obraceče tahu.
Již po prvních zkušebních letech prototyp ověřovalo americké vojenské letectvo s vestavěným tankovacím zařízením ráhnového typu. Prvním zákazníkem se tak podpisem kontraktu na 29 strojů tankovací verze dne 1. září 1954 stalo USAF. Tato varianta byla v továrně označena Model 717-100A a nesla vojenské označení KC-135 Stratotanker. Společnost Boeing však stále doufala v uplatnění typu jako dopravního a nabízela jej jako „první velký dopravní tryskový letoun“. Prvním civilním zákazníkem se tak stala až letecká společnost Pan American World Airways, která 13. října 1955 podepsala kontrakt s firmou Boeing na 20 letounů 707 v hodnotě 269 miliónů dolarů. Ihned nato byly zahájeny práce na projektu Model 707. Vzhledem ke zkouškám provedeným se strojem 367-80 byla sériová výroba modelů 707 i 717 zahájena přímo, bez stavby prototypů.:s.428–429

## Služba

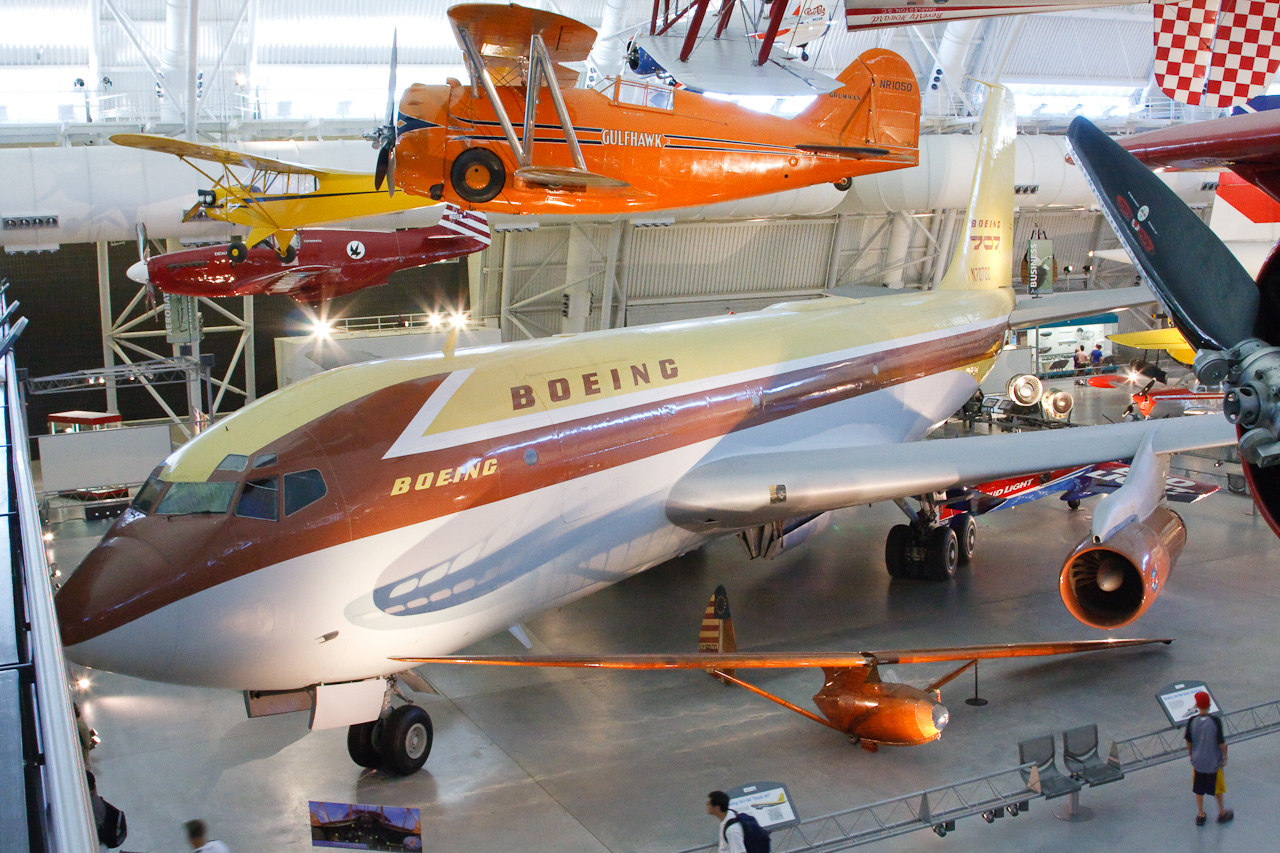
Dash 80 v Steven F. Udvar-Hazy Center, pobočce National Air and Space Museum, Smithsonian Institution, na Washington Dulles International Airport

Dash Eighty zůstal v majetku firmy Boeing a až do osmdesátých let 20. století sloužil jako létající laboratoř. Zkoušely se na něm nové vztlakové klapky a nové náběžné hrany pro typy Boeing 707 a Boeing 727 a různé typy pohonných jednotek pro budoucí dopravní letouny. Svého času létal se třemi různými motory najednou (vnější JT3C, levý vnitřní J75 a pravý vnitřní J57), nebo při testech pro Model 727 s pátou pohonnou jednotkou na levé straně zadní části trupu. Testoval i několik typů radiolokátorů instalovaných v přídi, různé typy podvozku a kol.
Po 2 350 letových hodinách a 1 691 vykonaných letech byl letoun roku 1969 stažen z provozu.

## Specifikace (367-80)
Boeing Aircraft since 1916.:s.423

### Technické údaje
- Posádka: 3
- Rozpětí: 39,88 m
- Délka: 39,97 m
- Výška: 11,59 m
- Nosná plocha: 223 m²
- Hmotnost prázdného letounu: 41 870 kg
- Vzletová hmotnost: 86 360 kg
- Pohonná jednotka: 4× proudový motor Pratt & Whitney JT3C, každý o tahu 44,5 kN

### Výkony
- Maximální rychlost: 937 km/h v 7 600 m
- Cestovní rychlost: 886 km/h
- Dostup: 13 110 m
- Počáteční stoupavost: 12,7 m/s
- Dolet: 5 683 km